# Кагаян
Кагаян (исп. Cagayan, таг. Kahayan) — провинция Филиппин. Занимает северо-восточную часть острова Лусон. Административный центр — город Тугегарао, находится в 483 км от Манилы.

## География
Восточный берег, вдоль которого проходит хребет Сьерра-Мадре, выходит к Филиппинскому морю. На западе и юге, по суше, Кагаян граничит с провинциями Апаяо, Калинга и Исабела. Расположенные на севере острова Бабуян входят в состав провинции. Ещё севернее расположены острова Батан, отделённые от них проливом Балитанг. Они составляют отдельную провинцию.
Территория провинции преимущественно низменная. Северная часть её занята горами. В низменной части протекает река Кагаян. Её наиболее крупные притоки — Чико, Пинаканауан, Думмун, Паред, Зинундунган, Маталас. Есть и другие мелкие реки.

### Климат
Климат провинции — тропический, жаркий, влажный. Температура воздуха постоянная, что характерно для многих районов, близких к экватору. По причине неоднородности рельефа выделяется три зоны с небольшими различиями. В районе городка Клаверия, на западе Кагаяна, на побережье моря, сменяются два сезона, сухой (с мая по октябрь) и влажный (в остальные месяцы). В горных районах и на восточных склонах Сьерра-Мадре дуют постоянные восточные ветры, от которых и зависит погода. В остальной части провинции действует северо-восточный муссон из Азии. В ноябре-январе здесь сухо, в другие месяцы идут дожди. Температура на северном побережье — 18—21 °C.

## История
Исследователь Хуан де Сальседо в 1572 году исследовал здешние берега. Он встречал китайских и японских коммерсантов. Иногда эти места посещали японские пираты. Для защиты от последних он основал крепость Нуэва-Сеговия в 1582 году. В 1595 году поселение это стало центром двух диоцезов (епархий), которые охватывали весь остров Лусон. Началась христианизация региона.
Сюда прибыли миссионеры — монахи-доминиканцы. Первоначально весь север Лусона был одной провинцией с названием Кагаян. Потом от неё отделился военно-политический округ Нуэва-Бискайя (1839), затем Нуэва-Бискайя и часть Кагаяна были превращены в провинцию Исабела. Затем Кагаян потерял ещё часть территории, в связи с созданием коммендантства Апайяо. Современные границы были установлены американцами в 1901 году.
В 1941 году провинция попала в зону японской оккупации. В аэропорту города Апарри приземлились японские бомбардировщики после вылета на Пёрл-Харбор. В 1945 году американцы вернулись к власти.

## Население
Население провинции по данным на 2010 год составляет 1 124 773 человека. Преобладающая этническая группа — илоки.
По данным на 2013 год численность населения составляет 1 125 952 человека.
Динамика численности населения провинции по годам:
| 2000    | 2007      | 2013      |
| ------- | --------- | --------- |
| 993 580 | 1 072 571 | 1 125 952 |

## Административное деление
В административном отношении подразделяется на 1 город (Тугегарао) и 28 муниципалитетов:
| - Абулуг - Алькала - Альякапан - Амулунг - Апарри - Баггао - Бальестерос - Бугей - Калаян - Камалануган - Клаверия - Энриле - Гаттаран - Гонсага | - Игиг - Лал-Ло - Ласам - Памплона - Пеньябланка - Пиат - Рисал - Санчес-Мира - Санта-Ана - Санта-Парахедес - Санта-Тересита - Санто-Ниньо - Солана - Туао |

## Галерея
- Вид на Тугегарао
- Собор св. Петра и Павла, Тугегарао
- Мост через реку Кагаян

## Палеоантропология
В муниципалитете Пеньябланка в пещере Кальяо была обнаружена третья плюсневая кость предположительно вида Homo sapiens. Останки, получившие обозначение человек из Кальяо, датируются возрастом 66,7 ± 1 тыс. лет назад, то есть, они почти на 20 тыс. лет древнее, чем останки из пещеры Табон (47 ± 11 тыс. лет назад) на острове Палаван и из пещеры Ниа (40—42 тыс. лет назад) на острове Борнео.